# Trichosanthes dunniana
Trichosanthes dunniana är en gurkväxtart som beskrevs av H. Lév. Trichosanthes dunniana ingår i släktet Trichosanthes och familjen gurkväxter. Inga underarter finns listade i Catalogue of Life.